# Canon EOS 400D
Canon EOS 400D er et digitalt spejlreflekskamera for nybegyndere som er produceret af Canon. Kameraet blev introduceret 24. august 2006 og overtog forgængeren Canon EOS 350Ds plads.

## Opgradering
Nogle af opgraderingerne er:
- 10.1 megapixel (op fra 8.0)
- CMOS-sensor.
- Større buffer til fotoserier.
- Integreret sensorrensesystem.
- Et mere nøjagtigt 9-punkters AF-system taget fra Canon EOS 30D.
- 2.5" LCD-display med 230.000 pixels.
- Gummigreb ved tommelfingeren.